# Circuito Brasileiro de Voleibol de Praia - Superpraia B
O Superpraia B foi  uma competição do Circuito Brasileiro de Voleibol de Praia quando finalizava a temporada do calendário do vôlei de praia nacional, realizado na tanto na variante masculina quanto na feminina, cuja primeira edição ocorreu em 2014 e a última edição em 2015.

## História
A primeira edição do Superpraia  B ocorreu no ano de 2014, na época o torneio foi dividido em: Superpraia A e Superpraia B, em ambos os naipes, e  competiu o Superpraia A, tanto no masculino quanto no feminino, as oito melhores duplas do ranking após o encerramento da edição 2013-14 do Circuito Banco do Brasil. E jogam o Superpraia B as equipes que se posicionaram entre a 9ª e a 16ª posições.A divisão ocorrida anteriormente, também foi realizada na edição de 2015 e em 2016 a competição foi reformulada , não ocorrendo mais em separado.